# Tetramorium brevidentatum
Tetramorium brevidentatum är en myrart som först beskrevs av Heinrich Kutter 1932.  Tetramorium brevidentatum ingår i släktet Tetramorium och familjen myror. Inga underarter finns listade i Catalogue of Life.